# 车轴山无梁阁、塔
车轴山无梁阁、塔，位于中国河北省唐山市车轴山，为唐山市丰润区的一个省级文物保护单位，类型为古建筑，公布时间为1982年7月23日。
车轴山无梁阁、塔的历史年代为明代。